# Bacurau
Bacurau és una pel·lícula brasilera de 2019, dels gèneres drama, western, terror gore, fantasia i ciència-ficció, escrita i dirigida per Kleber Mendonça Filho i Juliano Dornelles. Fou produïda per Emilie Lesclaux, Saïd Ben Saïd i Michel Merkt, i protagonitzada per Sônia Braga, Udo Kier i Bárbara Colen. El títol de la pel·lícula és el nom de l'últim autobús de matinada a Recife, i l'origen del nom ve d'una au d'hàbits nocturns comuna al Sertão brasiler, que era anomenada pels pobles tupís com wakura'wa.
La pel·lícula guanyà el Premi de Jurat al Festival de Cannes de 2019, aconseguint ser la segona pel·lícula brasilera de la història a ser llorejada en el certamen general, després d'O Pagador de Promessas (1962), d'Anselmo Duarte. A més d'haver estat premiada en diversos festivals de cinema, la pel·lícula fou seleccionada per a mostres de festivals internacionals com el Festival de Nova York (NYFF). L'obra s'ha subtitulat però no s'ha doblat al català.

## Sinopsi
En un futur proper, la gent de Bacurau, un assentament fictici al també fictici municipi de Serra Verde, a l'oest de Pernambuco, presenciarà una sèrie d'esdeveniments insòlits, incloent-hi talls de senyals telefòniques, la inexplicablement desaparició de l'assentament dels mapes digitals, drons amb forma de plats voladors empaitant viatgers i un parell de motoristes de Rio de Janeiro que hi passaven. Tot això succeeix després de la mort de Carmelita, matriarca del poble que viu fins als 94 anys, per la qual veïns i parents es reuneixen al seu funeral.
Durant aquest temps, surt a la llum una disputa sobre els drets de l'aigua del riu local, amb aigua sent embassada més amunt en una col·lusió de la qual forma part l'alcalde de Serra Verde, Tony Junior (Thardelly Lima). Durant la seva campanya de reelecció visita Bacurau i és menyspreat clarament per la gent del poble. Mentrestant, els vilatans es veuen obligats a buscar subministrament d'aigua mitjançant el transport per camió d'una font més enllà. Una de les dades curioses és que el camió ha estat disparat i, en conseqüència, pateix múltiples fuites.
Quan desenes de cavalls apareixen a la ciutat, dos homes són enviats a investigar la granja propera des d'on, presumptament, s'han escapat i esbrinen que tota la família ha estat assassinada. A mesura que els dos homes abandonen la propietat, una parella els executa des de la moto. Aquesta parella es troba amb un grup d'estrangers dirigit per Michael (Udo Kier) i són retractats per matar els dos homes, ja que matar permetrà als estrangers anotar punts. Després de rebre unes instruccions, que no s'escolten, a través de l'orellera, els estrangers executen la parella de la moto i discuteixen sobre qui ha comès la matança i té dret a més punts.
A mesura que augmenta el nombre de morts i un nen de 9 anys és assassinat a sang freda, Pacote (Thomas Aquino) dedueix que la ciutat serà atacada i dirigeix esforços per a preparar la gent per defensar-se. Quan arriben els estrangers, tots són assassinats pels locals, tret de Michael, que acaba capturat. Poc després de la batalla, Tony Junior, ja persona no grata a Bacurau, arriba a la ciutat i Michael el crida pel seu nom; Tony nega conèixer-lo. L'alcalde és enviat mig despullat i lligat a un ruc mentre Michael és enterrat viu a una cel·la subterrània mentre crida que «només és el principi».

## Repartiment
- Sônia Braga com a Domingas
- Udo Kier com a Michael
- Bárbara Colen com a Teresa
- Thomas Aquino com a Pacote / Acacio
- Silvero Pereira com a Lunga
- Thardelly Lima com a Tony Jr.
- Rubens Santos com a Erivaldo
- Wilson Rabelo com a Plinio
- Carlos Francisco com a Damiano
- Lia de Itamaracá com a Carmelita
- Luciana Souza com a Isa
- Karine Teles com a estranger
- Julia Marie Peterson com a Julia

## Recepció

### Crítica
A l'agregador de ressenyes web Rotten Tomatoes, la pel·lícula tingué una aprovació de 88%, basada en 40 ressenyes, amb una qualificació mitjana de 7.69/10. El consens crític del web expressà d'ella: «formalment emocionant i narrativament audaç, Bacurau confia en les preocupacions sociopolítiques brasileres modernes per a presentar un drama contundent i de barreja de gènere» A Metacritic, la pel·lícula obtingué una puntuació mitjana ponderada de 74 de 100, basada en 14 crítiques, el que indica «crítiques generalment favorables».
Peter Bradshaw, del diari anglès The Guardian, manifestà que la pel·lícula és «completament diferent, executada amb incessant claredat i força». Steve Pond de TheWrap escrigué que: «Bacurau és inquietant, un somni febril sobre un període confús al Brasil. I, ocasionalment, també és molt divertit».